# Нисси (хазарский царь)
Нисси — 8-й полновластный бек-мелех Хазарского государства. Даты правления неизвестны. Происходил из династии Буланидов. Сын Манассии II. Имя известено из «Еврейско-хазарской переписки». Перечень царей насчитывает 12 (краткая редакция) или 13 (пространная редакция) имён. Он не имеет аналогов в других источниках и поэтому его достоверность может вызывать сомнения.